# Cyrtocamenta zumpti
Cyrtocamenta zumpti är en skalbaggsart som beskrevs av Frey 1968. Cyrtocamenta zumpti ingår i släktet Cyrtocamenta och familjen Melolonthidae. Inga underarter finns listade i Catalogue of Life.